# A-F Records
A-F Records – niezależna wytwórnia płytowa zapoczątkowana przez zespół Anti-Flag w Pittsburghu (Pensylwania, USA). Wytwórnia została stworzona, aby pomóc w dotarciu do szerszej publiczności zespołom grającym punk rocka politycznego.

## Zespoły obecnie
- The Code
- Destruction Made Simple
- Endless Struggle
- Inhuman
- Intro5pect
- Justin Sane
- The Methadones
- Modey Lemon
- Much The Same
- New Mexican Disaster Squad
- Pipedown
- Red Lights Flash
- Tabula Rasa
- Thought Riot
- The Unseen
- The Vacancy
- Virus Nine
- Whatever It Takes